# Tschetan, der Indianerjunge
Tschetan, der Indianerjunge ist ein deutscher Spielfilm aus dem Jahre 1973.

## Handlung
Der Film spielt 1880 in den Bergen Montanas. Der deutsche Schäfer Jacob Precht hat hier eine Schafherde. Er wird Alaska genannt. Alaska sucht einen Platz mit seiner Herde zum Überwintern. Der Rancher Johnson will den Schäfer mit seiner Herde von diesem Fleckchen Erde vertreiben. Johnson hält den Indianerjungen Tschetan, der als Viehdieb verdächtigt wird, gefangen. Er will den Jungen hängen. Alaska rettet den Jungen und setzt ihn als Hilfsschäfer ein. Der schweigsame Junge verweigert sich jedoch dem Schäfer und folgt nicht dessen Befehlen. Tschetan flieht und kehrt in sein Heimatdorf zurück. Hier muss er feststellen, dass sein Dorf verwüstet wurde und sämtliche Bewohner des Zeltdorfes getötet in den Zelten liegen. Alaska sucht den Jungen und findet ihn. Dieser ist jedoch von Hass auf alle Weißen erfüllt und versucht, Alaska zu erschießen. Erst sehr langsam beginnen sie, einander zu vertrauen, und kämpfen schließlich gemeinsam gegen den Rancher Johnson. Johnson ist jedoch stärker und die beiden fliehen gemeinsam.

## Kritiken
- Lexikon des internationalen Films: Das Regiedebüt von Hark Bohm ist ein in Bayern gedrehter Western, der durch die Qualität seines einfachen, stimmigen Drehbuchs ebenso besticht wie durch die Ruhe und Sorgfalt seiner Inszenierung.[1]

- Joe Hembus urteilt, der Film sei „der erste Western-Autorenfilm“ und „ein Film, der nicht Muster des amerikanischen B-Films und Mythen der deutschen Trivialliteratur nutzt, sondern eine persönliche Geschichte ehrlich, konsequent und sehr schön erzählt.“[2]

## Auszeichnungen
- 1974: Preis der deutschen Filmkritik